# Патрісія Кренвінкел
Патрісія Діана Кренвінкел (англ. Patricia Dianne Krenwinkel; 3 грудня 1947, Лос-Анджелес, Каліфорнія) — американська вбивця, колишня послідовниця «Сім'ї» Чарльза Менсона. Будучи членом «Сім'ї» Менсона, Патрісія мала безліч псевдонімів — таких як Велика Петті, Єллоу, Марні Рівз і Мері Енн Скотт, однак у «Родині» вона була більше відома як Кеті.
В даний час Кренвінкел є однією з небагатьох злочинниць, ув'язнених у в'язницю на такий довгий термін. Раніше цей статус належав Сьюзен Аткінс, з якою вони були в одній банді.

## Раннє життя
Патрісія Кренвінкел народилася 3 грудня 1947 року в Лос-Анджелесі, Каліфорнія, в сім'ї страхового агента і домогосподарки. Вона вчилася в «Юніверситі Хай Скул» і «Вестчестер Хай Скул» у Лос-Анджелесі. Патрісія часто ставала жертвою знущань з боку інших учнів і страждала від низької самооцінки; її також дражнили за повноту і за надмірну кількість волосся на тілі, викликану ендокринним захворюванням.
Після розлучення батьків, 17-річна Патрісія залишалася разом з батьком в Лос-Анджелесі аж до закінчення школи. Протягом деякого часу вона вивчала катехізм і хотіла піти в монахині. Зрештою вона вирішила вступити в єзуїтський коледж «Спрінг Хілл» у Мобіл, Алабама. Однак, провчившись усього лише один семестр, Патрісія кинула коледж і повернулася назад в Каліфорнію. Вона переселилася в квартиру своєї зведеної сестри в Мангеттен-Біч і влаштувалася працювати клерком.

## Ранні роки в «Родині»
Патрісія зустріла Чарльза Менсона в Манхеттен-Біч у 1967 році, разом з Лінетт Фромм і Мері Бруннер, які вже були відомі як «дівчатка Чарлі». У подальших інтерв'ю Патрісія стверджувала, що переспала з Менсоном вже в першу ніч їх знайомства, і що він був першою людиною, який назвав її «красунею». Засліплена харизмою Менсона і спрагла до уваги Патрісія вирушила разом з ним і дівчатками в Сан-Франциско, залишивши квартиру, машину і останню зарплату.
«Сім'я» Менсона зростала, і незабаром Кренвінкел (тепер відома як «Кеті») вирушила разом з іншими учасниками у 18-місячну подорож по заходу Америки в старому шкільному автобусі.
Згодом вона розповідала про ідеалізовану нею версії «Сім'ї» у ранні дні: «Ми були немов лісові німфи і лісові створення. Ми бігли через ліс з квітами в нашому волоссі, а Чарлі грав на маленькій флейті». Влітку 1968 року Патрісія і послідовниця «Сім'ї» Елла Бейлі подорожували автостопом Лос-Анджелесом. Колишній учасник і барабанщик групи Beach Boys Денніс Вільсон запропонував їх підвезти. Будучи запрошеними в дім, (Денніс в цей час вирушив на запис) Патрісія і Елла мали можливість зв'язатися з «Сім'єю», і незабаром повідомили про свій новий нічліг. Повернувшись увечері додому, Вільсон виявив Менсона та інших членів «Сім'ї», що веселилися в самому особняку і зовні. Завдавши Вільсону значні фінансові проблеми, Менсон і інші покинули маєток.
Після того, як рух хіпі зійшов нанівець в 1969 році, Патрісія та інші вирішили жити в ізоляції від суспільства. Їм вдалося переконати похилого і незрячого Джорджа Спана, і він дозволив їм жити на ранчо Спан на пагорбах в долині Сан-Фернандо. Патрісія виконувала роль матері для деяких дітей, народжених у «Сім'ї», і багато хто бачив в ній активного і відданого послідовника Чарльза Менсона.

## Шерон Тейт
Патрісія брала участь в сумно відомих вбивствах на 10050 Сьєло Драйв, будинку акторки Шерон Тейт і режисера Романа Поланскі. Шерон Тейт перебувала на 8-му місяці вагітності. Убивши Стівена Перента в машині по дорозі до особняка, Чарльз «Текс» Вотсон увірвався в будинок разом з Патрісією і Сьюзен Аткінс. Після початку різанини Патрісія витягла спадкоємицю кавової імперії Ебігейл Фолджер зі спальні у вітальню і завдала їй ножові поранення. Патрісії вдалося зловити Фолджер, коли та спробувала врятуватися після першої серії ударів. Згідно з показаннями Патрісії, вона повалила Фолджер на землю і продовжувала завдавати їй ножові поранення. Жертва благала її зупинитися, кричачи: «Припини, я вже мертва». Кренвінкел продовжувала наносити ножові поранення з такою силою, що біла ночнушка стала повністю червоною від крові. Після цього Кренвінкел повернулася назад і покликала Вотсона, який також завдав Ебігейл ножові поранення. Під час судового процесу Кренвінкел говорила: «Я колола її і продовжувала її колоти». Коли її запитали, що вона відчувала при цьому, вона відповіла: «Нічого. Я маю на увазі, що тут ще говорити? Це було тільки там, і це було правильно».
За наказом Менсона, Кренвінкел охоче взяла участь і в інших вбивствах наступної ночі. Патрісія детально виклала події 10 серпня 1969 року під час слухання по умовно-достроковому звільненню 29 грудня 2016 року.

## Ла-Бьянка
Разом з Менсоном, Вотсоном, Стівом Гроганом, Леслі Ван Хаутен і Ліндою Касабіан, Патрісія дісталася до будинку бакалійника Ліно ЛаБьянка і його дружини Розмарі ЛаБьянка, розташованого на Уейверлі драйв в Лос-Анджелесі, районі Лос-Фелиз. Після того, як Менсон і Вотсон зв'язали пару, Менсон наказав Патрісії і Леслі йти разом з Вотсоном і робити все, що він скаже. Вотсон наказав Кренвінкел і Ван Хаутен відвести місіс ЛаБьянка в спальню і вбити її. Залишивши Менсона, Аткінс, Грогана і Касабіан в машині зовні, тріо приступило до вбивства ЛаБьянка.
Кренвінкел взяла ножа з кухонного ящика. Разом з Ван Хаутен вона зв'язала Розмарі шнуром від лампи і наділа їй на голову наволочку. Будучи утримуваною в спальні, місіс ЛаБьянка могла чути крики свого чоловіка, який перебував у вітальні і благав про пощаду, в той час як Вотсон завдавав йому ножові поранення. Вона почала пручатися. Ван Хаутен побігла до Вотсона; він наказав їй «зробити хоч що-небудь». Кренвінкел взяла виделку на кухні і завдала нею поранення містерові ЛаБьянка. Потім вона змочила рушник в його крові і написала на стіні написи. Знову взявши ніж, Кренвінкел стала наносити ножові поранення місіс ЛаБьянка, в той час як її утримувала Ван Хаутен. Однак, ніж зігнувся, і Кренвінкел не змогла поранити Розмарі. Ван Хаутен покликала Вотсона, який дав їй ножа. В кінцевому підсумку Ван Хаутен і Вотсон, завдали їй смертельні ножові поранення. Згідно з показаннями, даними помічника окружного прокурора Лос-Анджелеса, містер ЛаБьянка отримав 26 ножових поранень і 14 колотих поранень.
Згідно книги Вотсона «Ти помреш за мене?» саме він вирізав на животі Ліно ЛаБьянка слово «ВІЙНА», однак іноді ця дія приписувалася Кренвінкел. Згодом Вотсон також стверджував, що Кренвінкел завдала кілька ножових поранень вже мертвому Ліно і встромила йому в живіт вилку для м'яса і невеликий ніж для стейка в його шию, в той час як Вотсон змивав з себе кров в душі. Патрісія підтвердила це в своєму інтерв'ю. Весь посуд був взятий з кухні. Патрісія кров'ю написала на стіні «СМЕРТЬ СВИНЯМ» і «Healter Skelter» (з помилкою) на холодильнику.
Пізніше, відповідаючи на питання, Патрісія говорила, що в той момент у неї в голові крутилася тільки одна думка — «Йому більше не доведеться посилати нікого зі своїх дітей на війну». Перед тим, як дістатися автостопом до ранчо Спан, тріо деякий час залишалося в особняку — поїдаючи їжу, миючись в душі і граючи з двома собаками ЛаБьянка. В цей час Менсон, Ґроґан, Аткінс і Касабіан, імовірно, каталися округою Лос-Анджелеса в пошуках інших жертв, проте їх пошуки не увінчалися успіхом.

## Арешт
У той час як поліція Лос-Анджелеса була зайнята пошуками будь-яких можливих зачіпок, на ранчо Спан стали поширюватися чутки про можливу участь Патрісії і інших у вбивствах. Згідно незалежному розслідуванню, проведеному департаментом шерифа округу Лос-Анджелес, деякі частини вкрадених машин були помічені на ранчо Спан. 16 серпня 1969 року, через тиждень після вбивств, Кренвінкел, Менсон і інші члени «Сім'ї» були спіймані поліцією і арештовані за підозрою у викраденні автомобілів. Внаслідок помилки в базі даних ордер на обшук незабаром був визнаний недійсним, і група була звільнена. Після цього «Сім'я» стала втрачати своїх послідовників одного за іншим — багато в чому внаслідок рейду, можливої участі «Сім'ї» у вбивствах і поширення нових чуток про вбивство працівника ранчо Дональда «Коротуна» Шей.
Через обшук 16 серпня, Менсон вирішив переселити «Сім'ю» на інше ранчо, на цей раз — в Долині Смерті. Тепер ранчо Баркер стала новим будинком для «Сім'ї». Перебуваючи на ранчо Баркер з серпня по жовтень, група займалася переробкою вкрадених машин в багі, однак новий обшук правоохоронних органів не змусив себе довго чекати. 10 жовтня 1969 року група була знову арештована. Батько Кренвінкел звільнив її з в'язниці, але вона відразу ж повернулася на ранчо. Після повернення Менсон наказав Патрісії вирушити в Алабаму і залишатися разом з матір'ю до тих пір, поки вона не одержить від нього звістку про повернення. Однак вона не отримала жодних звісток внаслідок арешту Менсона 12 жовтня.
Перебуваючи у в'язниці, Сьюзен Аткінс стала розповідати про свою участь у вбивствах сусідам по камері — Віргінії Грем і Вероніці Говард. Завдяки визнанню Аткінс Патрісія була арештована в будинку своєї тітки 1 грудня 1969 року. В цей же день Патрісія була звинувачена в 7-ми вбивствах 1-го ступеня і змові з метою вчинити вбивство. Після арешту Патрісія намагалася перешкоджати своїй видачі в Каліфорнію і стверджувала, що вирушила в Алабаму через страх бути знайденою і убитої Менсоном. Врешті-решт вона добровільно повернулася до Каліфорнії у лютому 1970 року, щоб взяти участь у судовому процесі разом з Менсоном, Аткінс і Ван Хаутен. Судовий процес Чарльза Вотсона проходив окремо, внаслідок його невдалих спроб перешкоджати своїй видачі з Техасу.

## Судовий процес
Адвокат Кренуикенл, Пол Фітцджеральд, припустив, що, навіть незважаючи на те, що її відбитки були знайдені всередині будинку, вона скоріше була «запрошеним гостем або другом», ніж співучасницею. Будучи наляканою внаслідок можливого обвинувального вироку і страти, під час судового процесу Кренвінкел більшу частину часу проводила за малюванням картинок з Дияволом та іншими сатанинськими символами. Також вона залишалася лояльною «Сім'ї» і Менсону. Взявшись за руки разом з Аткінс і Ван Хаутен, вона співала разом з ними пісні, написані Менсоном, а також поголила свою голову і видряпала у себе «ікс» на лобі.
Після 9-місячного судового процесу Кренвінкел була визнана винною за всіма пунктами звинувачення і засуджена до страти 29 березня 1971 року. Незабаром вона й дві інші жінки були перевезені з Лос-Анджелеса в Каліфорнійський заклад для жінок біля Корони, Каліфорнія.

## Тюремне життя
Кренвінкел прибула в камеру смертників Каліфорнії 28 квітня 1971 року. Вона отримала смертний вирок за звинуваченням у 7-ми вбивствах 1-го ступеня — за 9 серпня 1969 року (Абігайл Енн Фолджер, Войтек Фриковскі, Стівен Ерл Перент, Шерон Тейт і Джей Сібрінг) і за 10 серпня 1969 року (Ліно і Розмарі ЛаБьянка). Вона також була звинувачена в змові з метою вчинити вбивство. Смертний вирок Кренвінкел автоматично замінено на довічне ув'язнення після того, як верховний суд Каліфорнії скасував усі смертні вироки, ухвалені до 1972 року. Після початку свого нового тюремного життя Кренвінкел залишалася лояльною «Сім'ї», однак з часом почала віддалятися від неї. Бажаючи віддалитися від Менсона, вона підтримувала «чистий» тюремний запис і отримала ступінь бакалавра соціального забезпечення в університеті Ла-Верн. Вона є активною учасницею програм «Анонімні Алкоголіки» і «Анонімні Наркомани» і також вчила письму неписьменних ув'язнених. Кренвінкел пише вірші і музику, грає на гітарі, грає в тюремній волейбольній команді і дає уроки танців.
В даний час Патрісія живе в Каліфорнійській установі для жінок у Чіно, Каліфорнія. В інтерв'ю з Діаною Сойєр в 1994 році Кренвінкел говорила: «Кожен день я прокидаюся з усвідомленням того, що я — руйнівник найдорогоціннішої речі на Землі, життя; і я роблю це тому, що це те, чого я заслуговую — прокидатися кожен день і знати». Під час цього ж інтерв'ю Патрісія проявила каяття по відношенню до Абігайл Фолджер: «Це була дівчина, яку я вбила, і у якої були батьки. Вона повинна була жити, а її батьки ніколи не повинні були бачити її мертвою». Кренвінкел також стверджувала, що Менсон брехав, коли говорив про те, що не наказував здійснювати вбивства.
Перше слухання з умовно-дострокового звільнення Патрісії Кренвінкел пройшло 17 липня 1978 року.
Під час слухання щодо умовно-дострокового звільнення 2004 року, Кренвінкел говорила, що поставила б себе на 1-е місце в топі людей, яким вона завдала найбільшої шкоди. Вона отримала відмову в умовно-достроковому звільненні. На думку комісії, Кренвінкел «все ще являла собою суспільну загрозу». Під час слухання в січні 2011 року комісія, що складалася з 2-х чоловік, повідомила, що Кренвінкел не буде мати права на слухання по умовно-достроковому звільненню ще протягом 7 років. Комісія повідомила, що на їх рішення вплинула пам'ять про злочини і 80 листів, які вимагали подальшого утримання Кренвінкел.
Під час слухання 29 грудня 2016 року рішення про умовно-дострокове звільнення було відкладено через твердження адвоката, який запевняв, що Кренвінкел могла страждати «синдромом забитої жінки», перебуваючи під контролем Менсона. Слухання відновилося 22 липня 2017 року. В кінцевому підсумку Кренвінкел було знову відмовлено в умовно-достроковому звільненні. Вона буде мати право на нове слухання тільки через 5 років.

## У масовій культурі
- У фільмі 2019 року «Одного разу … в Голлівуді» її грає Медісен Біті (зазначена в титрах як Кеті).
- У телесеріалі «Водолій» (2015—2016) роль Петті Кренвінкел також грає Медісен Біті.